# Ле-Кот-де-Кор
Ле-Кот-де-Кор (фр. Les Côtes-de-Corps) — коммуна во Франции, находится в регионе Рона — Альпы. Департамент коммуны — Изер. Входит в состав кантона Матезин-Триев. Округ коммуны — Гренобль.
Код INSEE коммуны — 38132. Население коммуны на 1999 год составляло 44 человека. Населённый пункт находится на высоте от 680 до 2 015 метров над уровнем моря. Муниципалитет расположен на расстоянии около 530 км юго-восточнее Парижа, 135 км юго-восточнее Лиона, 45 км южнее Гренобля. Мэр коммуны — Jean-François Trossero, мандат действует на протяжении 2001—2008 гг.
Динамика населения (INSEE):